# Chérisay
Chérisay est une commune française, située dans le département de la Sarthe en région Pays de la Loire, peuplée de 308 habitants.
La commune fait partie de la province historique du Maine, et se situe dans le Saosnois.

## Géographie
La commune est à l'ouest du Saosnois, pays au nord du Haut-Maine, à proximité de la campagne d'Alençon et des Alpes mancelles. Son bourg est à 10 km au sud d'Alençon, à 12 km au nord-est de Fresnay-sur-Sarthe, à 16 km au nord de Beaumont-sur-Sarthe et à 22 km à l'ouest de Mamers.
| Béthon           | Champfleur            | Champfleur, Ancinnes       |
| Oisseau-le-Petit | Chérisay              | Ancinnes, Bourg-le-Roi     |
| Fyé              | Fyé, Rouessé-Fontaine | Ancinnes, Rouessé-Fontaine |

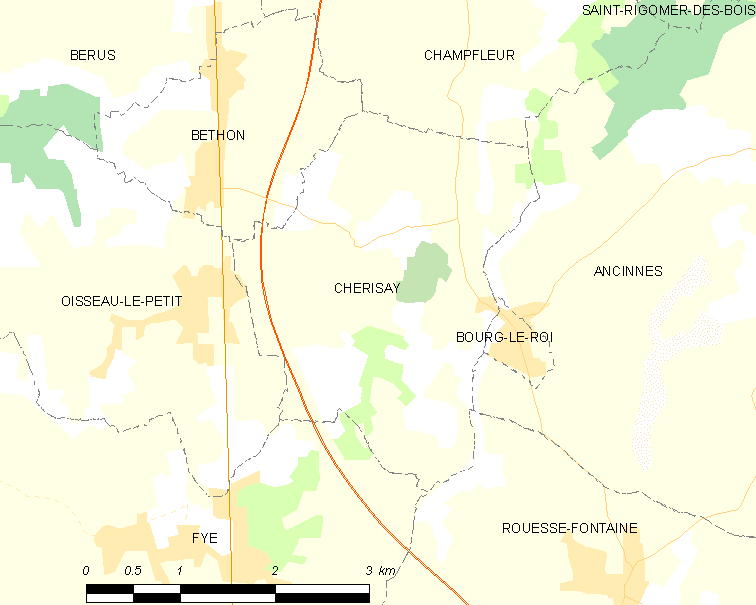
Carte de la commune.
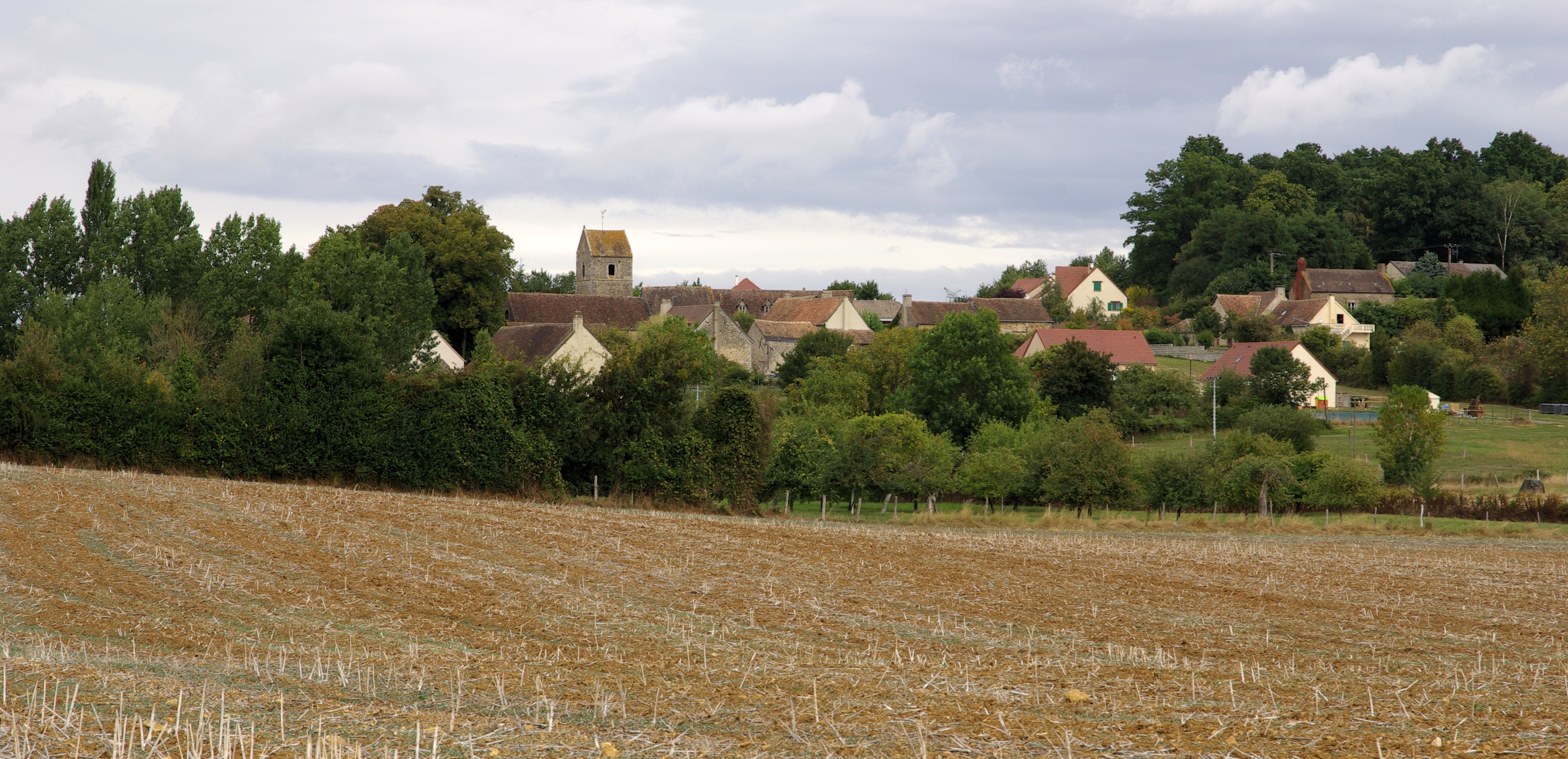
Le village de Chérisay.
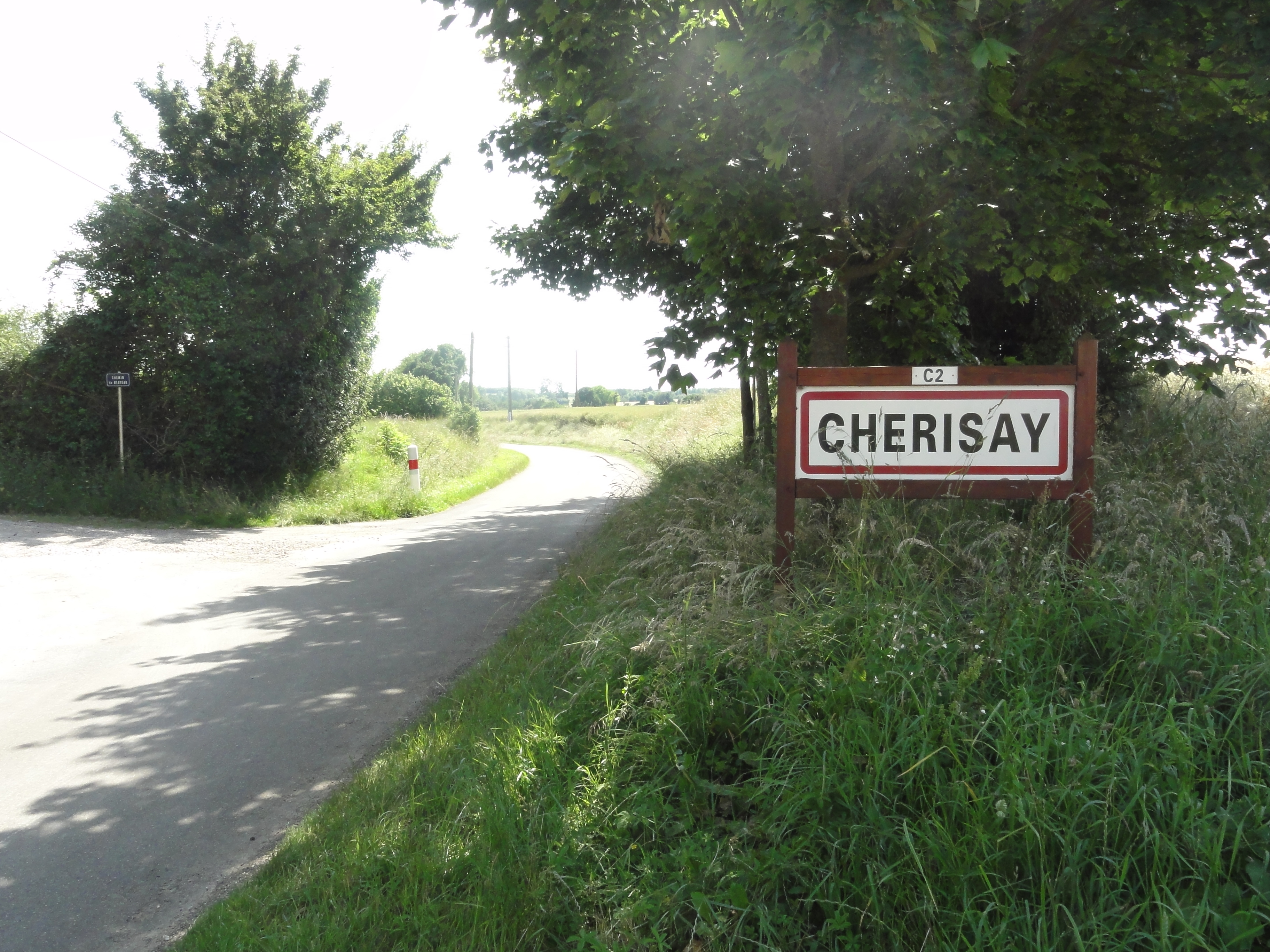
Entrée de Chérisay.
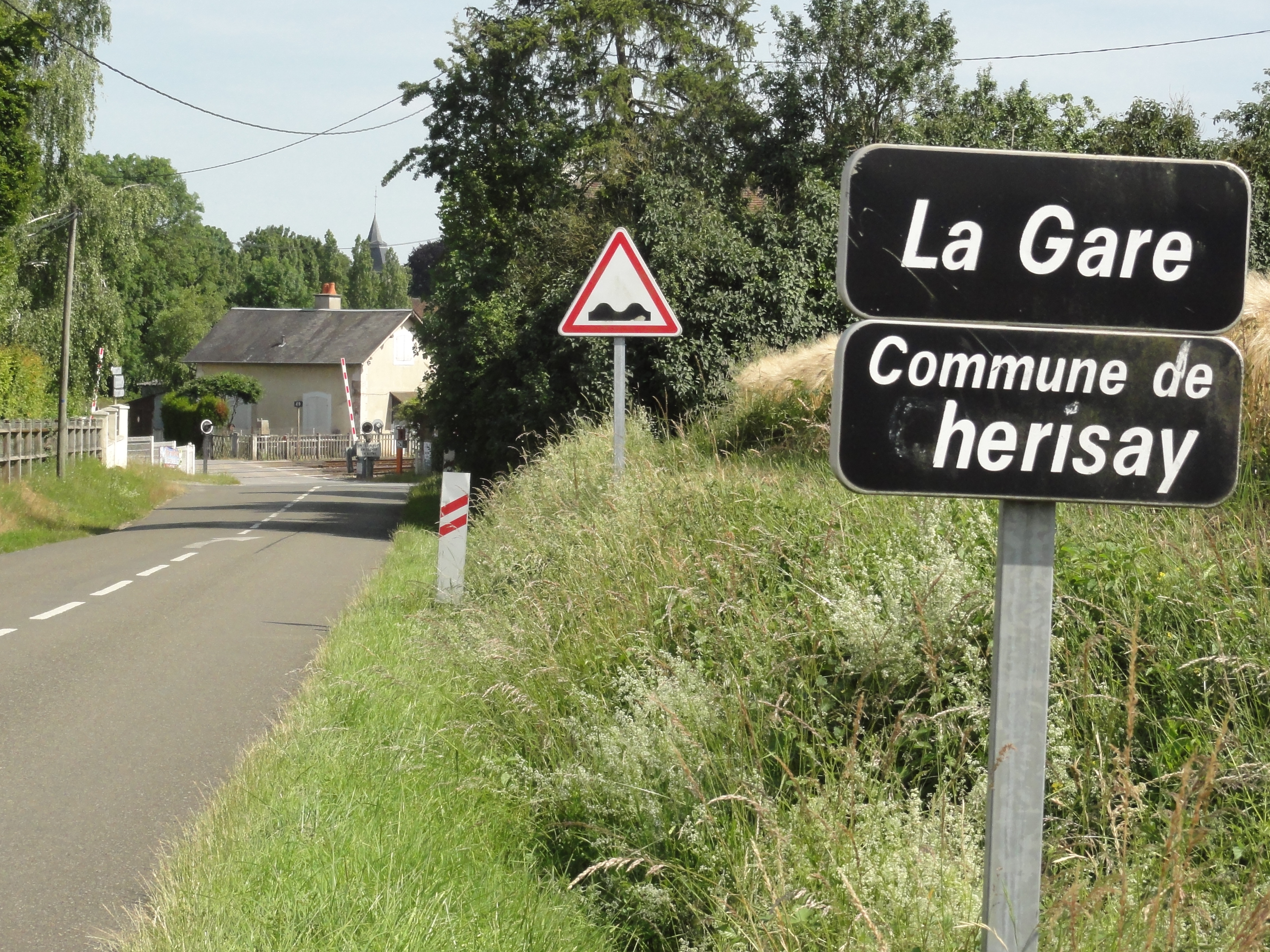
Entrée du lieu-dit la Gare.

### Climat
Pour des articles plus généraux, voir Climat des Pays de la Loire et Climat de la Sarthe.
En 2010, le climat de la commune est de type climat océanique dégradé des plaines du Centre et du Nord, selon une étude du CNRS s'appuyant sur une série de données couvrant la période 1971-2000. En 2020, Météo-France publie une typologie des climats de la France métropolitaine dans laquelle la commune est dans une zone de transition entre le climat océanique et le climat océanique altéré et est dans la région climatique  Normandie (Cotentin, Orne), caractérisée par une pluviométrie relativement élevée (850 mm/a) et un été frais (15,5 °C) et venté. 
Pour la période 1971-2000, la température annuelle moyenne est de 10,7 °C, avec une amplitude thermique annuelle de 14,3 °C. Le cumul annuel moyen de précipitations est de 728 mm, avec 12,1 jours de précipitations en janvier et 7,3 jours en juillet. Pour la période 1991-2020, la température moyenne annuelle observée sur la station météorologique de Météo-France la plus proche, « Alençon - Valframbert », sur la commune d'Alençon à 8 km à vol d'oiseau, est de 11,3 °C et le cumul annuel moyen de précipitations est de 743,7 mm,. Pour l'avenir, les paramètres climatiques de la commune estimés pour 2050 selon différents scénarios d'émission de gaz à effet de serre sont consultables sur un site dédié publié par Météo-France en novembre 2022.

## Urbanisme

### Typologie
Au 1er janvier 2024, Chérisay est catégorisée commune rurale à habitat dispersé, selon la nouvelle grille communale de densité à sept niveaux définie par l'Insee en 2022.
Elle est située hors unité urbaine. Par ailleurs la commune fait partie de l'aire d'attraction d'Alençon, dont elle est une commune de la couronne,. Cette aire, qui regroupe 89 communes, est catégorisée dans les aires de 50 000 à moins de 200 000 habitants,.

### Occupation des sols
L'occupation des sols de la commune, telle qu'elle ressort de la base de données européenne d’occupation biophysique des sols Corine Land Cover (CLC), est marquée par l'importance des territoires agricoles (91,5 % en 2018), une proportion identique à celle de 1990 (91,5 %). La répartition détaillée en 2018 est la suivante : 
terres arables (64,3 %), prairies (24,1 %), forêts (7,9 %), zones agricoles hétérogènes (3,2 %), zones urbanisées (0,6 %). L'évolution de l’occupation des sols de la commune et de ses infrastructures peut être observée sur les différentes représentations cartographiques du territoire : la carte de Cassini (XVIIIe siècle), la carte d'état-major (1820-1866) et les cartes ou photos aériennes de l'IGN pour la période actuelle (1950 à aujourd'hui).

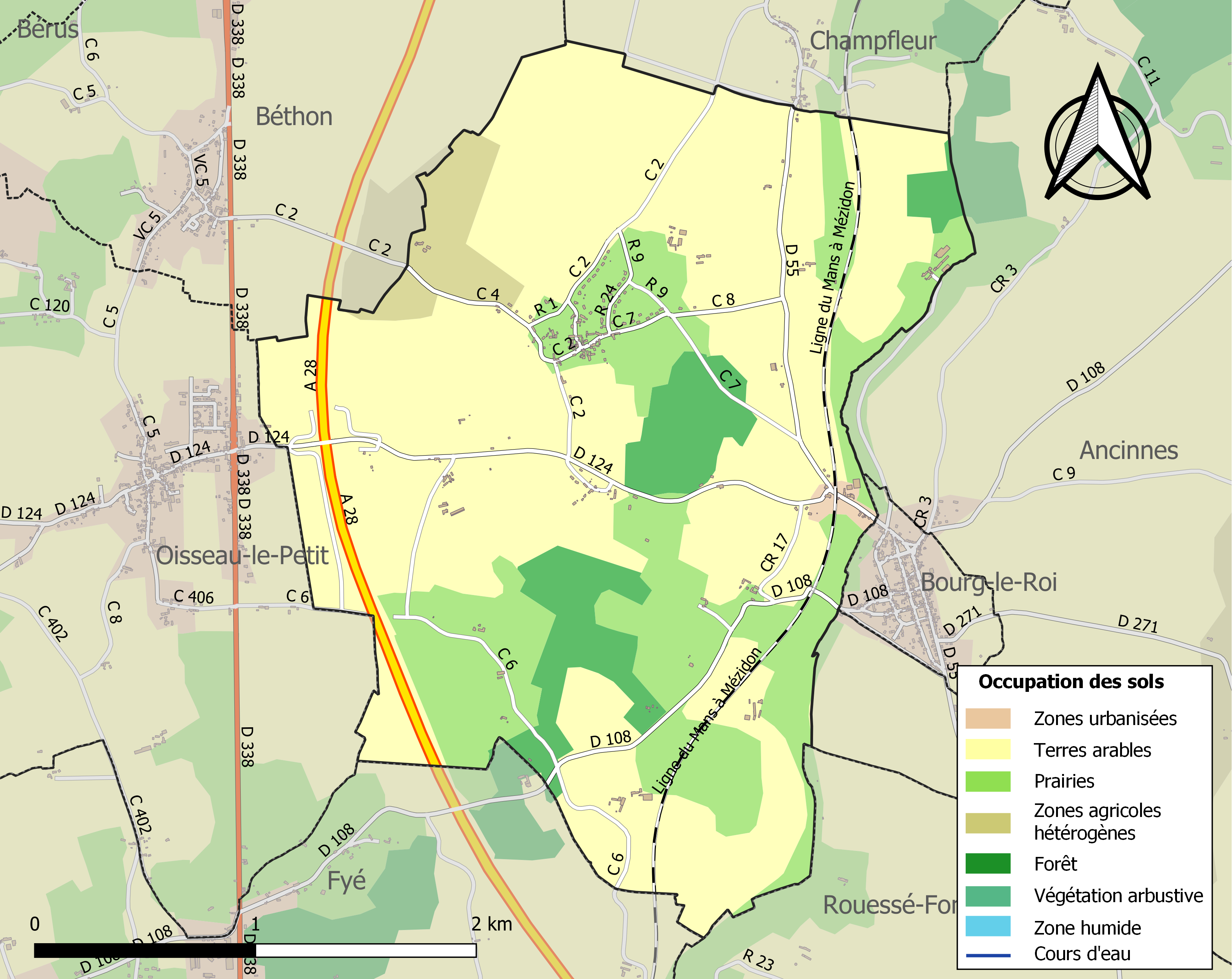
Carte des infrastructures et de l'occupation des sols de la commune en 2018 (CLC).

## Toponymie
Le nom de la localité est attesté sous les formes Cherisay, Charisago en 616 et in Carisiaco en 838. Le toponyme serait dérivé de l'anthroponyme gaulois Carisius, d'où le gentilé : Carisien.

## Histoire
Des fouilles archéologiques ont révélé l'existence d'occupation dès l'époque gallo-romaine. La position stratégique sur une colline dominant la plaine d'Alençon et possédant sa propre source laisse imaginer l'intérêt de ce petit village.Très vite ce bourg se spécialise dans la culture des céréales et l'artisanat du tissage. D'ailleurs, au moins trois moulins à blé ont été recensés et plusieurs métiers à tisser. Avec l'exode rural, la population ne cessera tout de même de baisser.

## Politique et administration
| Période    | Période    | Identité       | Étiquette | Qualité                                                                           |
| ---------- | ---------- | -------------- | --------- | --------------------------------------------------------------------------------- |
| 1983       | avril 2014 | Bernard Petiot | DVD-UMP   | Dessinateur industriel, conseiller général du canton de Saint-Paterne (1998-2015) |
| avril 2014 | mai 2020   | Jean Trac      | En Marche | Chef d'entreprise                                                                 |
| mai 2020   | En cours   | Nicolas Latacz | SE        | Professeur de l'enseignement catholique                                           |

Le conseil municipal est composé de onze membres dont le maire et trois adjoints.

## Démographie
L'évolution du nombre d'habitants est connue à travers les recensements de la population effectués dans la commune depuis 1793. Pour les communes de moins de 10 000 habitants, une enquête de recensement portant sur toute la population est réalisée tous les cinq ans, les populations de référence des années intermédiaires étant quant à elles estimées par interpolation ou extrapolation. Pour la commune, le premier recensement exhaustif entrant dans le cadre du nouveau dispositif a été réalisé en 2004.
En 2022, la commune comptait 308 habitants, en évolution de +0,33 % par rapport à 2016 (Sarthe : −0,25 %, France hors Mayotte : +2,11 %).
Chérisay a compté jusqu'à 425 habitants en 1861.
| 1793 | 1800 | 1806 | 1821 | 1831 | 1836 | 1841 | 1846 | 1851 |
| ---- | ---- | ---- | ---- | ---- | ---- | ---- | ---- | ---- |
| 343  | 385  | 391  | 394  | 371  | 373  | 370  | 413  | 387  |

| 1856 | 1861 | 1866 | 1872 | 1876 | 1881 | 1886 | 1891 | 1896 |
| ---- | ---- | ---- | ---- | ---- | ---- | ---- | ---- | ---- |
| 402  | 425  | 395  | 369  | 348  | 313  | 319  | 275  | 276  |

| 1901 | 1906 | 1911 | 1921 | 1926 | 1931 | 1936 | 1946 | 1954 |
| ---- | ---- | ---- | ---- | ---- | ---- | ---- | ---- | ---- |
| 296  | 276  | 242  | 195  | 227  | 219  | 227  | 218  | 241  |

| 1962 | 1968 | 1975 | 1982 | 1990 | 1999 | 2004 | 2006 | 2009 |
| ---- | ---- | ---- | ---- | ---- | ---- | ---- | ---- | ---- |
| 255  | 216  | 210  | 233  | 242  | 220  | 223  | 236  | 293  |

| 2014 | 2019 | 2022 | - | - | - | - | - | - |
| ---- | ---- | ---- | - | - | - | - | - | - |
| 317  | 312  | 308  | - | - | - | - | - | - |

## Économie
Chérisay est une petite commune essentiellement agricole et résidentielle (vu sa proximité avec Alençon qui est à une dizaine de kilomètres).

## Culture locale et patrimoine

### Lieux et monuments
- L'église Saint-Denis : mentionnée dès 1074, elle dépend alors du prieuré de l'abbaye Saint-Nicolas d'Angers. De cette époque a sans doute été conservée la structure à nef unique. Cette église subira quelques remaniements notamment à l'époque gothique avec l'ouverture d'une grande fenêtre aujourd'hui obstruée. Elle possède un mobilier intéressant, notamment le lavabo en pierre de calcaire et les fonts baptismaux datés du XVIe siècle, ainsi que quelques belles peintures comme l'huile sur toile représentant le martyre de saint Sébastien.
- Le lavoir communal : construit à la fin du XIXe siècle, il a gardé sa disposition d'origine à savoir deux bassins distincts, l'un servant véritablement de lavoir et l'autre d'abreuvoir.
- Monument aux morts au cimetière de Chérisay.
- Mémorial 1939-45 de l'ancienne gare de Chérisay sur la ligne du Mans à Mézidon.

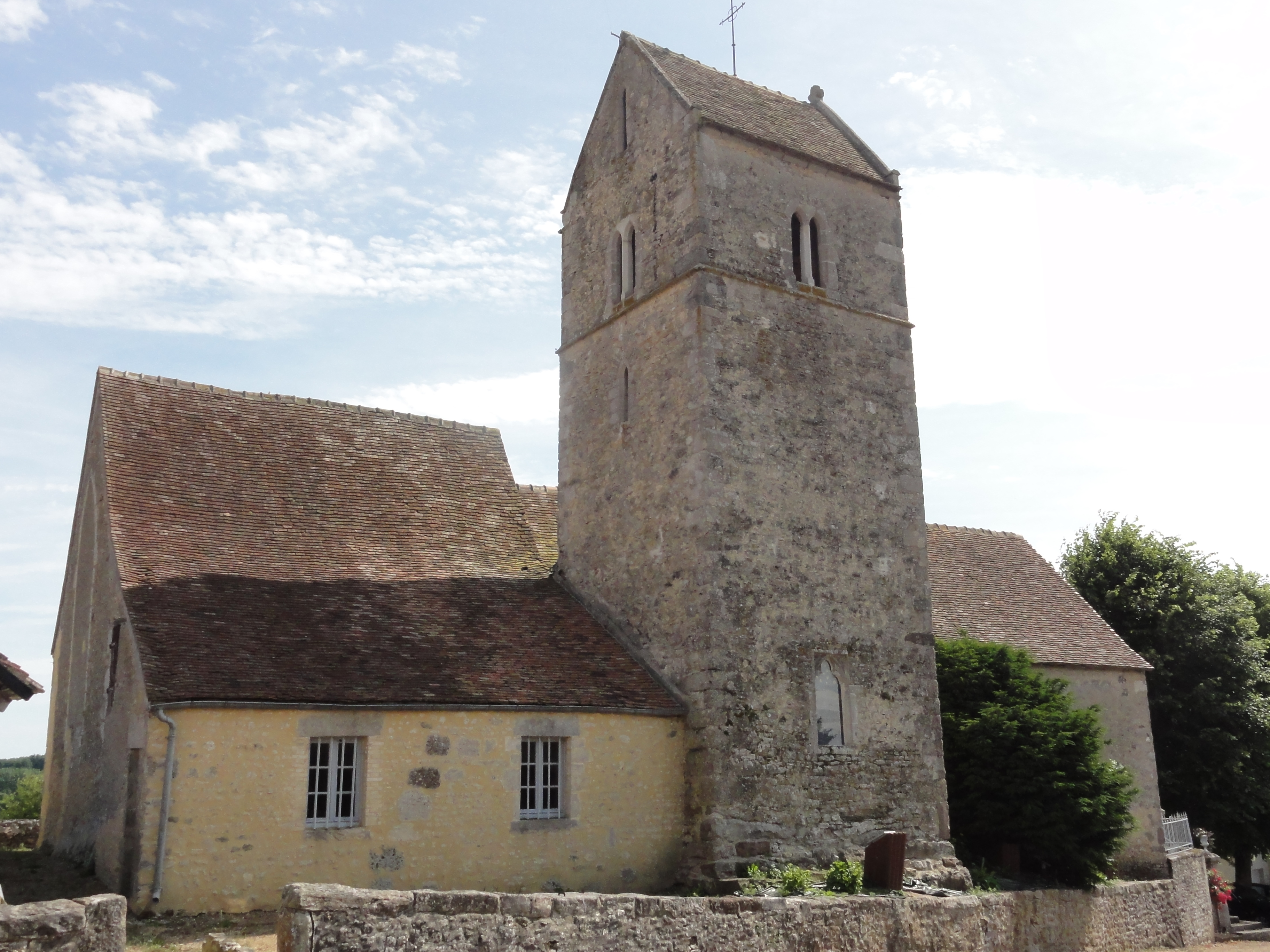
L'église Saint-Denis.
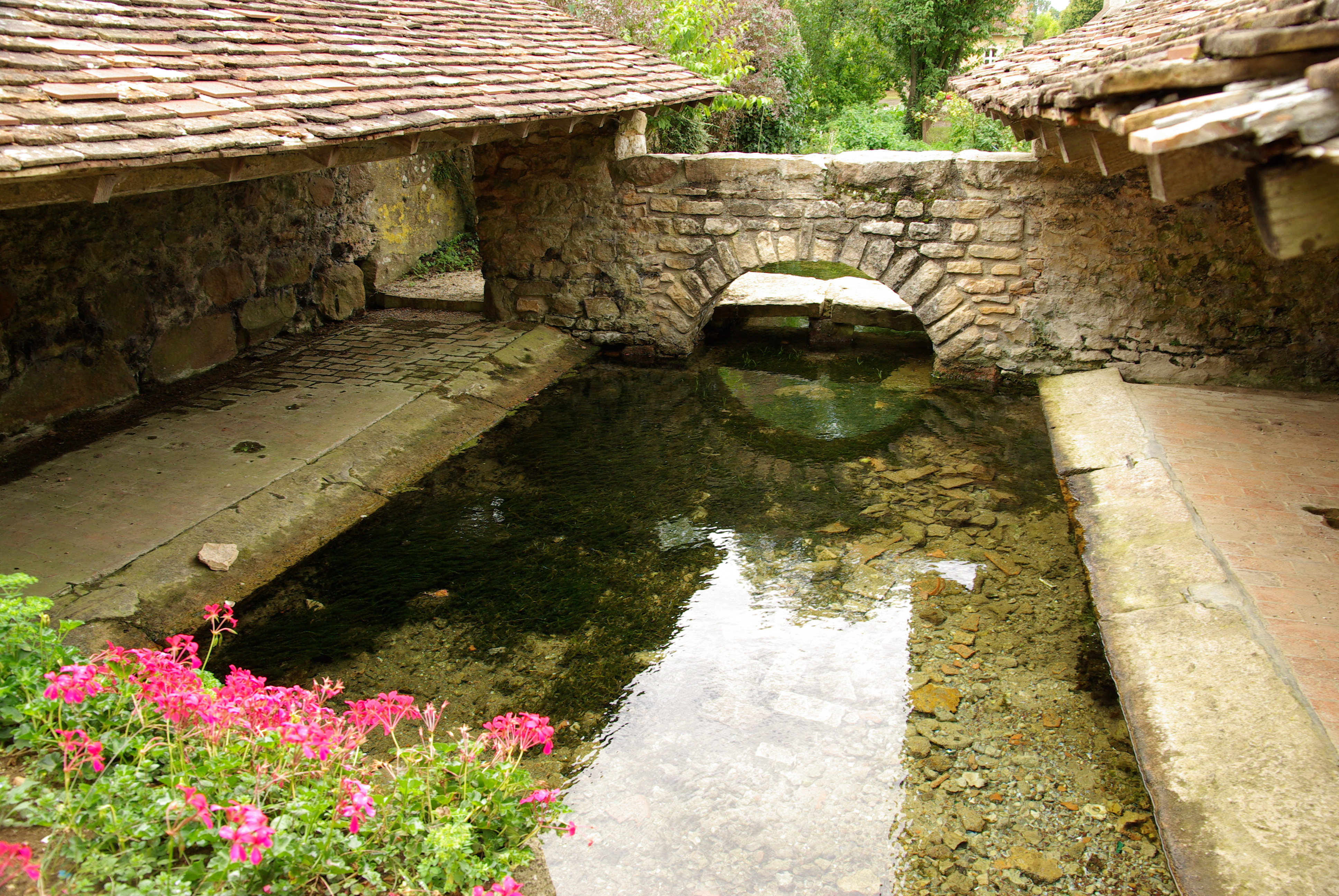
Le lavoir.

### Activité et manifestations
De nombreuses manifestations sont organisées par les diverses associations du village : vide-greniers, concours de cartes...

### Personnalités liées à la commune
Maurice Denis, peintre nabi, a vécu à Chérisay, au lieu-dit la Fontaine[réf. nécessaire].

### Héraldique
| Blason de Chérisay | Blason  | D'azur à la coccinelle soutenue de deux branches de chêne, les tiges passées en sautoir en pointe, le tout au naturel. |
| Blason de Chérisay | Détails | Blason créé sur l'initiative de Bernard Petiot lors de sa mandature Le statut officiel du blason reste à déterminer.   |

### Articles de Wikipédia
- Liste des communes de la Sarthe